# Rune Rockström
Rune Alexander Rockström, född 26 september 1898 i Örnsköldsvik, död 16 december 1982 i Stockholm, var en svensk banktjänsteman och målare.
Han var son till tandläkaren Per Rockström och Helga Edqvist och från 1921 gift med Edith Andersson. Rockström utbildade sig till konstnär genom självstudier och gjorde sig känd som en Stockholmsskildrare. Separat ställde han ut första gången på Louis Hahnes konstsalong i Stockholm 1948. Han medverkade i samlingsutställningar arrangerade av Sveriges allmänna konstförening och i Vintersalongen på Gummesons konsthall samt Svenska akvareller 1925–1947 på Konstakademien. Hans konst består av blomsterstilleben i gouache och Stockholmsskildringar i akvarell. Rockström finns representerad vid Norrköpings konstmuseum. Han är begravd på Skogskyrkogården i Stockholm.